# ロナルド・レオナルド
ロナルド・レオナルド (Ronald Leonard) は、アメリカのチェリスト。ソリスト、室内楽演奏家、首席チェロ奏者および教師としての顕著な経歴を持つ。現在は南カリフォルニア大学ソーントン音楽学校とコルバーン音楽学校で教鞭を執る。カーティス音楽学校での学生時代にはウォルター・W・ナウムバーグ国際コンクールで優勝を果たしている。カーティス音楽学校時代の同期生にレナード・ローズやオーランド・コールなどがいる。
クリーヴランド管弦楽団のチェリストとしてプロのキャリアをスタートさせ、その2年後にロチェスター・フィルハーモニー管弦楽団の首席チェロ奏者に抜擢される。同時期にイーストマン音楽学校で教員となり、17年間に渡って教壇に立つ傍ら、ヴァーミアー・カルテットでチェリストを1年間務めるなどした。その後ロサンジェルス・フィルハーモニックに首席チェロ奏者として迎えられ、ロサンジェルス・フィルでは24年間にわたり演奏。この間はソリストとしてもロサンジェルス・フィルと頻繁に共演している。
最近ではコルバーン音楽学校室内管弦楽団で指揮者を務めるほか、USCソーントン音楽学校のUSCソーントン交響楽団とUSCソーントン室内管弦楽団の弦楽指導に携わっている。
1993年から2003年の間、USCソーントン音楽学校の高名なポスト「グレゴール・ピアティゴルスキーチェロ寄附講座」に就いていた。講座発足以来このポストに就いた者はピアティゴルスキー本人と、リン・ハレル（1986年 - 1993年）、ロナルド・レオナルドの3名だけである。